# Eckankar
| Eckankar            |                          |
| Simbolo di Eckankar |                          |
| Pertinenza          | Nuove religioni          |
| Ambito              |                          |
| Sede principale     | Chanhassen (Minnesota)   |
| Capo                | Harold Klemp             |
| Fondatore           | Paul Twitchell           |
| Data di fondazione  | 1964 o 1965              |
| Sito web            | http://www.eckankar.org/ |

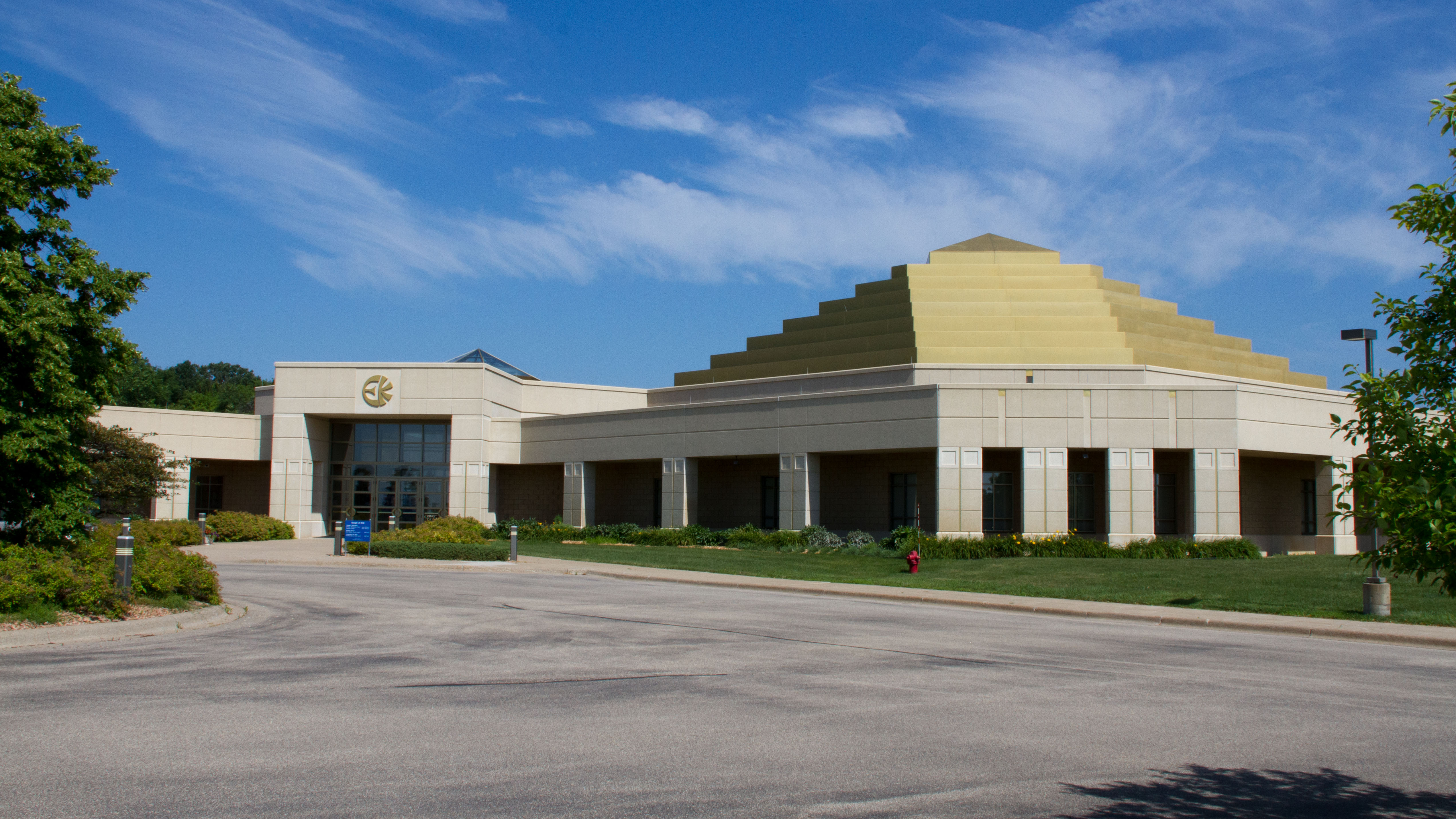
Tempio di ECK, Chanhassen (Minnesota)

Eckankar è una via spirituale fondata da Paul Twitchell nel 1964  o 1965 . È un movimento religioso senza scopo di lucro con membri in oltre cento paesi. La sede spirituale è il Tempio dell’ECK a Chanhassen, nel Minnesota. Eckankar non è affiliato a nessun altro gruppo religioso. 
Questo movimento insegna semplici esercizi spirituali, come cantare HU, “un canto d’amore a Dio” , per sperimentare la Luce e il Suono di Dio e riconoscere la presenza dello Spirito Santo nella propria vita.

## Etimologia
Secondo il glossario di Eckankar, il termine Eckankar [8][9] : 56 significa "collaboratore di Dio". ECK: 55 è un'altra parola per Spirito Santo, noto anche come Udibile Corrente di Vita, Forza Vitale o Luce e Suono di Dio.

## Storia
Paul Twitchell (1908-1971), originario di Paducah, nel Kentucky dopo un incontro con un guru indiano di nome Sundar[1] nel 1950 aderisce al movimento religioso Swami Premananda’s Self-Revelation Church of Absolute Monism.
Nel 1955 Twitchell si unisce al movimento Ruhani Satsang (ovvero “Scienza divina dell’anima”) , fondato dal mistico indiano Kirpal Singh (1896-1974) , uno dei principali maestri del Sant Mat Surat Shabd Yoga, che stava cercando di diffondere le proprie concezioni religiose negli Stati Uniti .
In seguito a differenze di vedute con Kirpal Sing, nel 1964 Twitchell fonda un nuovo movimento religioso chiamato Eckankar, con sede a Las Vegas , diffondendolo attraverso conferenze e libri. All’inizio degli anni settanta dà alle stampe la scrittura sacra The Shariyat-Ki-Sugmad .
Twitchell muore inaspettatamente il 17 settembre 1971 a Cincinnati. Alla guida di Eckankar succede Darwin Gross . Nel 1975 Gross sposta la sede dell’organizzazione a Menlo Park, in California.
Il 22 ottobre 1981 la guida di Eckankar passa a Harold Klemp, che nel 1986 sposta la sede a Minneapolis, nel Minnesota. Nel 1990 a Chanhassen, alla periferia di Minneapolis, viene consacrato il Tempio dell’ECK.
Il leader di Eckankar è conosciuto come il “Maestro ECK Vivente”. Alcuni leader, come Twitchell e Klemp, detengono anche il titolo di “Mahanta”, che si riferisce all’aspetto interiore dell’insegnante. In questo caso funge sia da guida interiore che esteriore per il progresso spirituale individuale di ogni ricercatore.
Alcuni studiosi ritengono che Eckankar tragga in parte origine dalle religioni sikh e indù  e derivi dal Radha Soami, noto anche come movimento Sant Mat (da non confondere con il Sant Mat medievale)  J. Gordon Melton trova differenze significative tra gli insegnamenti di Radha Soami/Sant Mat ed Eckankar .
In Italia le attività di Eckankar hanno inizio negli anni 1971-1972, con la presentazione di Eckankar quale “antica scienza del viaggio dell’anima” e l’introduzione alla pratica di alcune tecniche presso un centro yoga a Milano.

## Insegnamenti
I tre concetti fondamentali di Eckankar sono: il Sugmad (Dio, il Divino), l’ECK (Spirito Santo, Corrente Sonora) e il Mahanta (la forma interiore del Maestro ECK Vivente) .
Uno dei principi di base è che l’anima (il vero sé) può essere sperimentata separatamente dal corpo fisico e, in piena coscienza, può viaggiare liberamente in “altri piani della realtà”. Eckankar sottolinea come le esperienze spirituali personali siano la via più naturale per tornare a Dio. Queste esperienze si ottengono tramite il “viaggio dell’anima”, ovvero spostando la consapevolezza dal corpo fisico ai piani interiori dell’esistenza.
Si ritiene inoltre che il cammino verso la realizzazione divina possa avvenire solo attraverso il Maestro ECK Vivente, chiamato “Mahanta” : 13 nei mondi interiori.
Con la pratica degli esercizi spirituali dell’ECK  e il rapporto personale con il Mahanta, il Maestro Interiore, ognuno può ottenere la liberazione spirituale durante questa vita, può raggiungere l’Autorealizzazione (la realizzazione di sé stessi come Anima) e la Realizzazione di Dio (la realizzazione di sé stessi come scintilla di Dio). Nei libri ECK si afferma che scopo o proposito di Eckankar è sempre stato quello di riportare l’anima alla sua sorgente divina.
Alla base delle concezioni di Eckankar vi è il testo sacro The Shariyat-Ki-Sugmad (ovvero “La via dell’Eterno”). Comprende due volumi, in cui vengono spiegati il significato e lo scopo spirituale dell’anima.
Alcuni principi fondamentali insegnati nello Shariyat-Ki-Sugmad includono il viaggio dell’anima, il karma, la reincarnazione, l’amore, la Luce e il Suono e molti altri argomenti spirituali. Gli ECKisti credono che il Sugmad sia la fonte infinita da cui tutte le forme sono state create e che l’ECK, la Corrente Sonora, fluisca dal Sugmad e nelle dimensioni inferiori. : 48
L’insegnamento primario è la convinzione che si possa sperimentare la prospettiva dell’anima oltre i limiti del corpo. Inoltre, i concetti di karma e reincarnazione aiutano a spiegare le situazioni della vita come originate da cause passate : 16-22. La convinzione che gli individui siano responsabili del proprio destino e che le loro decisioni determinino il loro futuro sono altri due concetti fondamentali in Eckankar : 26.
Alcuni mantra o canti sono usati per facilitare la crescita spirituale. L’esercizio spirituale più importante di Eckankar è il canto HU , considerato come un “canto d’amore a Dio”. Si pronuncia hiuuu durante un’espirazione lunga e prolungata e viene cantato per 20 minuti. Gli ECKisti lo cantano da soli o in gruppo. Credono che cantare HU porti ad uno stato di coscienza più vicino all’Essere Divino e possa espandere la consapevolezza, aiutare a sperimentare l’amore divino, guarire i cuori infranti, offrire conforto nei momenti di dolore e portare pace e calma .
In Eckankar viene proposta la contemplazione  come metodo più attivo di esplorare i mondi interiori, in cui assumono importanza la visione della Luce e l’ascolto del Suono spirituali , fino all’incontro col Maestro Interiore in uno schermo mentale interiore. 
I sogni sono considerati strumenti didattici importanti e i membri spesso tengono un diario dei sogni per facilitarne l’interpretazione e lo studio . Secondo coloro che seguono il sentiero di Eckankar, il viaggio onirico spesso funge da porta d’ingresso al viaggio dell’anima  o allo spostamento della propria coscienza verso stati dell’essere sempre più elevati.
La meta finale di tutti gli ECKisti è diventare un Collaboratore di Dio.
Lo studio di Eckankar è individuale. Con l’iscrizione annuale  a Eckankar si ricevono delle dispense mensili da studiare individualmente, avendo anche l’opportunità di condividerle nel Satsang assieme ad altri ECKisti. Gli studenti di Eckankar si incontrano in incontri pubblici e classi di discussione per parlare di esperienze personali, vari argomenti spirituali, libri ECK e discorsi del Maestro ECK Vivente.

## Cerimonie e riti
Non ci sono particolari richieste per essere un ricercatore o studente di Eckankar, cioè un ECKista. Si raccomanda principalmente la pratica quotidiana per circa 15-20 minuti di un esercizio spirituale ECK. L’esercizio principale è il canto HU, ma ne vengono proposti numerosi altri, anche se si incoraggiano gli iscritti a creare un esercizio personale che si adatti alla propria crescita spirituale.
Nel corso dello studio individuale vengono date delle iniziazioni, durante le quali l’ECKista riceve una parola o un suono segreto che potrà cantare nelle sue pratiche di contemplazione .
Non vi sono restrizioni di dieta, divieti o richiesta di rigide pratiche ascetiche . Inoltre Eckankar non chiede agli iscritti di lasciare il loro corrente credo religioso se questo interferisce con l’armonia familiare.
Ci sono anche quattro cerimonie della vita: la Cerimonia di Consacrazione per l’iniziazione dei bambini, il Rito di Passaggio dei giovani all’età adulta (intorno ai 13 anni), la Cerimonia nuziale e il Servizio commemorativo.
Due date importanti: il 17 settembre si celebra la Giornata del Fondatore, in onore di Paul Twitchell, il fondatore moderno di Eckankar. Il 22 ottobre si celebra il Capodanno spirituale .

## Stato attuale
Eckankar è un’organizzazione no-profit con scopi religiosi , riconosciuta in oltre 40 paesi. Migliaia di iscritti vivono in oltre 120 paesi. La sede mondiale – con il Tempio dell’ECK e il Centro spirituale di Eckankar – si trova a Chanhassen, nel Minnesota.
Il Tempio dell’ECK è il cuore spirituale mondiale di Eckankar, in un campus di 70 ettari, con più di tre chilometri di sentieri per la contemplazione aperti al pubblico.
Alcune fonti stimano che negli anni ’90 ci fossero circa 50.000 iscritti negli Stati Uniti . Una stima degli anni 2000 arriva a circa 500.000 affiliati in tutto il mondo .

## Critica
David C. Lane, nel suo libro The Making of a Spiritual Movement: The Untold Story of Paul Twitchell and Eckankar, critica le origini di Eckankar, affermando tra l’altro che Paul Twitchell nel suo libro The Far Country abbia copiato numerosi passaggi da opere scritte da Julian Johnson negli anni ’30 (With a Great Master in India  e The Path of the Master ), senza le dovute citazioni.
Successivamente, nel 2007 Doug Marman  ha pubblicato The Whole Truth: The Spiritual Legacy of Paul Twitchell, una biografia di Paul Twitchell, confutando le affermazioni di Lane..